# Le Général Della Rovere
Pour plus de détails, voir Fiche technique et Distribution.
Le Général Della Rovere (Il generale Della Rovere) est un film franco-italien réalisé par Roberto Rossellini, sorti en 1959.
Le film est une adaptation du livre d'Indro Montanelli, publié en 1959 sous le titre Il generale Della Rovere. Istruttoria per un processo chez Rizzoli à Milan.

## Synopsis
À Gênes en 1944, l'escroc Emanuele Bardone, qui a ses entrées à la Kommandantur, prétend être un colonel de l'armée italienne. Avec la complicité d'un officier allemand, avec qui il fait du marché noir, il extorque de l'argent aux familles de prisonniers incarcérés par les Allemands, en promettant une libération ; argent qu'il perd aux tables de jeux clandestines. Jusqu'au jour où une des personnes qu'il a trompées, une femme qui a appris que son mari a déjà été exécuté, le dénonce aux autorités nazies.
Capturé, il accepte, en raison de la gravité de la peine encourue, de coopérer avec l'occupant. Il est interné dans l'aile politique de la prison de San Vittore, sous l'identité du général Della Rovere, haut responsable de la Résistance, récemment abattu par les nazis. Il devra identifier un chef de la résistance, Fabrizio, que les Allemands pensent avec certitude être présent dans la prison.
Au contact de la dignité, de la générosité et de l'héroïsme de ses camarades de détention, Bardone connaît une transformation profonde qui l'amène à se comporter comme le vrai général Della Rovere. Lorsque, en représailles à l'assassinat d'un responsable de Milan, les fascistes décident d'exécuter des résistants prisonniers, il se laisse fusiller avec eux plutôt que de révéler l'identité de Fabrizio,.

## Fiche technique
- Titre français : Le Général Della Rovere ou Le Général de la Rovere
- Titre original : Il generale Della Rovere
- Réalisation : Roberto Rossellini
- Assistants-réalisateurs : Philippe Arthuys, Ruggero Deodato, Renzo Rossellini, Tinto Brass
- Scénario : Sergio Amidei, Diego Fabbri et Indro Montanelli, d'après le récit d'Indro Montanelli, collaboration non créditée au générique : Roberto Rossellini et Piero Zuffi
- Musique : Renzo Rossellini
- Image : Carlo Carlini
- Décors : Piero Zuffi, Elio Costanzi
- Costumes : Piero Zuffi
- Montage : Cesare Cavagna et Anna Maria Montanari
- Son : Olivio Del Grande
- Producteurs : Moris Ergas et Alain Poiré[réf. souhaitée]
- Sociétés de Production : Zebra Film (Rome), Société Nouvelle des Établissements Gaumont
- Distribution d'origine : Cineriz (Italie), Gaumont Distribution (France)
- Pays de production :  Italie -  France
- Format : Noir et blanc - Mono
- Genre : Drame
- Durée : 132 minutes
- Tournage : juillet/août 1959 aux studios de Cinecittà
- Dates de sortie : 
  - Italie : septembre 1959, Mostra de Venise
  - Italie : 7 octobre 1959
  - France : 11 novembre 1959 (Paris)

## Distribution

Hannes Messemer et Vittorio De Sica dans une scène du film.

- Vittorio De Sica (VF : Roger Treville) : Emanuele Bardone, le colonel Grimaldi, le général Della Rovere
- Hannes Messemer : Colonel Müller
- Vittorio Caprioli : Banchelli
- Sandra Milo (VF : Nadine Alari) : Olga
- Giovanna Ralli : Valerie
- Anne Vernon : Carla Fassio, la veuve
- Mary Greco (VF : Helene Tossy) : Madame Vera
- Kurt Polter : l'officier allemand
- Giuseppe Rosetti : Pietro Valeri
- Kurt Selge : Schrantz
- Linda Veras : Assistante de Walter Hageman
- Lucia Modugno : une partisane
- Luciano Pigozzi : un partisan
- Nando Angelini : un partisan
- Bernardo Menicacci (VF : Jean Berton) : un geôlier
- Herbert Fischer (VF : Howard Vernon) :Sergent Walter Hageman
- Ivo Garrani : Chef Partisan

et les voix de :
- Roger Rudel : carlo un partisan
- Richard Francoeur : voix off radio
- Jacques Beauchey : un partisan
- Michel Gatineau : un partisan
- Yves Brainville : Officier

## Distinctions
- Lion d'or à la Mostra de Venise